# César Külkamp
Frei César Külkamp, OFM (Ituporanga, 26 de maio de 1969) é um frade franciscano brasileiro.

## Biografia
Frei César é natural de Ituporanga, onde nasceu no dia 26 de maio de 1969. É filho de Reinilda e Fredolino Külkamp. Vestiu o hábito franciscano na Ordem dos Frades Menores em 11 de janeiro de 1988 e se tornou professo solene em 24 de setembro de 1993. Foi ordenado presbítero no dia 16 de dezembro de 1995.
Frei César tem uma extensa formação acadêmica além de Filosofia e Teologia. Formou-se em Pedagogia na Universidade Católica de Petrópolis (UCP) em 1995 e fez mestrado em Educação pela Universidade Federal do Rio de Janeiro (2000). Neste mesmo ano, concluiu a pós-graduação em Administração de Empresas pela Fundação Getúlio Vargas.
Aos 49 anos, Frei César tem uma história de dedicação à educação e à formação religiosa franciscana. Tanto que assumiu a direção pedagógica do Colégio “Canarinhos” de Petrópolis em 1994, onde ficou até 1999. No final de 2000 foi transferido para Agudos, onde assumiu como reitor e orientador o Seminário Santo Antônio. Em 2003 foi eleito para o primeiro mandato como Definidor (2004-2006), assumindo também a função de secretário para a Formação e Estudos e vice-mestre no Postulantado Frei Galvão (Guaratinguetá).
No Capítulo Provincial de 2006, foi reeleito Definidor para o triênio 2007-2009. Acumulou as funções de guardião da Fraternidade de Rondinha e Secretário para a Formação e Estudos. Mas no Capítulo de 2009, ele seria mais uma vez confirmado como Definidor até o ano de 2012, também acumulando a função de Secretário para a Formação e Estudos e Mestre para os professos temporários no tempo de Teologia em Petrópolis.
No Capítulo de 2012, Frei César continuou como Secretário para a Formação e Estudos, assumindo também como guardião da Fraternidade do Sagrado, em Petrópolis. Em 2016 foi eleito novamente Definidor, mas ficou por pouco tempo no cargo quando assumiu como Vigário Provincial no lugar de Frei Evaristo Pascoal Spengler, nomeado pelo Papa Francisco, Bispo de Marajó. Frei César também desempenhou a função de Secretário da Evangelização no último triênio.
Frei César foi escolhido para servir à Ordem como Definidor para a América Latina neste dia 15 de julho, Festa de São Boaventura e aniversário de 346 anos da Província da Imaculada.